# بادخورک سینه‌سفید
بادخورک سینه‌سفید (نام علمی: Cypseloides lemosi) نام یک گونه از سرده آوندوارها است.